# Julius Sang
Julius Sang (Kapsabet, 19 de setembro de 1948 — Eldoret, 9 de abril de 2004) foi um velocista e campeão olímpico queniano.
Nos Jogos Olímpicos de Verão de 1968, realizado na Cidade do México, foi eliminado nas quartas de final na prova de 200 metros rasos.
Conquistou a medalha de ouro no revezamento 4x400 m em Munique 1972 junto com os compatriotas Robert Ouko, Charles Asati e Munyoro Nyamau. Nos mesmos Jogos também conquistou a medalha de bronze nos 400 metros individuais. Esta medalha fez de Sang o primeiro africano a ganhar uma medalha olímpica em provas de velocidade.
Morreu inesperadamente aos 55 anos durante o tratamento de uma doença de estômago.